# Poesía irlandesa
La historia de la poesía irlandesa comprende obras en irlandés (una de las lenguas gaélicas) y en inglés. La compleja interacción que se produjo históricamente entre ambas lenguas, así como entre la poesía autóctona y otras poesías en inglés, dio como resultado una obra rica, variada y difícil de categorizar. 
Los poemas más tempranos que sobreviven del irlandés datan del siglo VI y los primeros poemas conocidos en inglés de Irlanda datan del siglo XIV. Aunque siempre ha existido un cruce entre las dos tradiciones, la aparición de una poesía irlandesa en inglés que había absorbido temas y modelos de la irlandesa, no apareció hasta el siglo XIX. Todo ello culminó con el trabajo de los poetas del llamado Renacimiento céltico, a finales del siglo XIX y comienzos del XX.
En el último cuarto del siglo XX, la poesía irlandesa moderna reviste una gran diversidad temática y estilística, que abarca desde la escuela norteña a la influida por la tradición del Modernismo anglosajón, y de esta a aquella otra que da en afrontar las nuevas cuestiones suscitadas en una sociedad cada vez más urbana y cosmopolita.

## Poesía irlandesa temprana
La poesía irlandesa representa la más vieja poesía vernácula en Europa. Los ejemplos más tempranos, como hemos visto, datan del siglo VI, y consisten generalmente en obritas líricas cortas que tratan temas religiosos o naturalistas. Fueron compuestas frecuentemente por los escribanos en los márgenes de los manuscritos ilustrados que ellos mismos copiaban. Otra fuente de la poesía irlandesa temprana son los poemas que aparecen inscritos en los cuentos y las sagas antiguos, por ejemplo, el Táin Bó Cúailnge. Al contrario que otros ciclos épicos europeos, las sagas irlandesas fueron escritas mayormente en prosa, con interpolaciones en verso en los momentos de mayor intensidad lírica o dramática. Aunque perviven generalmente en reseñas datadas en la Edad Media tardía, estas sagas y en particular sus secciones poéticas, son lingüísticamente muy arcaicas, ofreciendo al lector un cierto vislumbre de la Irlanda precristiana.

## El período medieval

### Poesía bárdica
Los bardos irlandeses formaban una casta hereditaria y profesional altamente culta y experimentada. Conocían todos los entresijos de la historia y tradición del país, así como de la técnica del verso. Como empleados de la corte del rey o del cacique, desempeñaban algunos cargos oficiales. Eran cronistas y satiristas cuyo trabajo consistía en elogiar a sus patrones y condenar a sus enemigos. Una sátira bárdica bien construida, glam dicin en idioma irlandés, era capaz de levantar ampollas en la cara del blanco a que iba dirigida. Sin embargo, el lector moderno no consideraría la mayoría de su trabajo poesía en sí misma, al consistir en su mayor parte en extensas genealogías y relatos casi periodísticos de los hechos de sus señores y antepasados.

### LosMetrical Dindshenchas
Los Metrical Dindshenchas o Lore of Places ("Tradición de los Lugares"), es probablemente el principal monumento superviviente del verso bárdico irlandés. Se trata de una gran antología onomástica de leyendas tituladas con los nombres de los lugares más significativos en el paisaje irlandés, y comprende un total de 176 poemas. El más temprano de ellos data del siglo XI. Es probable que al principio se recopilasen en un ámbito provincial. Esta compilación ha llegado a nuestros días en dos recensiones diferentes. El conocimiento de la historia real o supuesta de lugares formaba parte importante de la educación de la élite en la antigua Irlanda, de manera que es posible que los Dindshenchas fuesen en origen una especie de libro de texto.

### Los poemas de Fionn
Los cuentos en verso sobre Fionn (un guerrero mítico) y los Fianna (sus seguidores), a veces conocidos como poesía osiánica, eran extremadamente habituales en la Irlanda y Escocia de la época. Representan un paso adelante respecto a los anteriores cuentos en prosa con fragmentos en verso, pues se trata ahora de historias narradas totalmente en verso. Hay igualmente un destacado cambio de tono, pues estos poemas de Fionn están más cerca de la tradición del romance, opuesta a la naturaleza épica de las sagas. Los poemas de Fionn constituyen una de las fuentes celtas claves respecto a las leyendas arturianas.

### Los poemas de Kildare
El manuscrito "Harley 913", conservado en la Biblioteca Británica, recoge un grupo de poemas escritos en Irlanda a comienzos del siglo XIV. Normalmente se les llama poemas de Kildare debido a su relación con dicho condado. Tanto los poemas como el propio manuscrito muestran fuertes asociaciones franciscanas y están repletos de ideas de la más amplia tradición cristiana de la Europa occidental. También representan las primeras etapas de la segunda tradición de poesía irlandesa, la de la poesía en idioma inglés, pues están escritas en inglés medio.

### Spenser e Irlanda

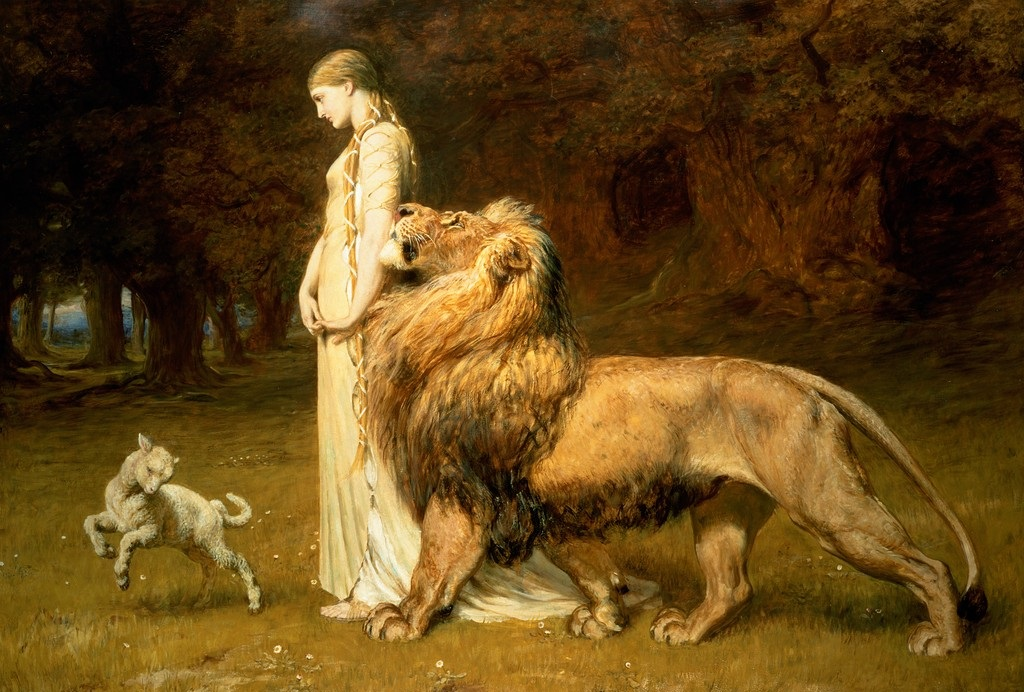
Visión de Briton Rivière de una escena del poema de Edmund Spenser titulado La reina de las hadas

Durante la reconquista isabelina, dos de los más significativos poetas ingleses de la época prestaron servicio en las colonias irlandesas. Sir Walter Raleigh tuvo escaso impacto en la literatura irlandesa, pero el tiempo que pasó en la provincia de Munster Edmund Spenser, el segundo poeta, tuvo serias consecuencias tanto para sus propios escritos como para el futuro del desarrollo cultural en Irlanda.
La relación de Spenser con Irlanda es hasta cierto punto ambigua. Por un lado, el paisaje de un Munster idealizado forma el telón de fondo de gran parte de la acción de su obra maestra, La reina de las hadas. Por otro, condenó a Irlanda y todo lo irlandés considerándolo bárbaro en su polémico escrito A View of the Present State of Ireland ("Una perspectiva sobre la situación actual de Irlanda").

En A View, Spenser describe la conducta de los bardos irlandeses: 
"instruyen a los jóvenes tan poco en la disciplina moral, que ellos mismos merecen más ser disciplinados con dureza, pues rara vez suelen elegir las acciones de hombres buenos como ornamento de sus poemas, sino más bien las de aquellos que encuentran más licenciosos, más groseros y perversos en sus actos, más peligrosos y desesperados en todas las formas de desobediencia y de disposición rebelde. A esos es a los que eligen y glorifican en sus rimas, a esos ensalzan ante la gente, y ponen de ejemplo para que los jóvenes los sigan."
Dado que los bardos dependían de la aristocracia para sobrevivir, y que este poder y patrocinio estaba cambiando hacia los nuevos dirigentes ingleses, esta profunda condena de sus valores morales puede muy bien haber contribuido a su desaparición como casta.

## Poesía gaélica en elsigloXVII
Para contexto histórico, véase Primera Irlanda Moderna 1536-1691
La batalla de Kinsale en 1601 vio la derrota de Hugh O'Neill, a pesar de su alianza con los españoles, y la victoria definitiva en la conquista isabelina de Irlanda vino con su rendición ante la autoridad real en 1603. En consecuencia, el sistema de educación y patronazgo que apuntaló las escuelas bárdicas profesionales se vio presionado, y los poetas hereditarios con el tiempo se vieron involucrados en una disputa  conocida como la controversia de los bardos, que marcó el fin de su influencia ancestral. A principios del siglo XVII arraigó una nueva poesía en gaélico. Este nuevo modo buscó su inspiración en los márgenes de una sociedad desposeída que hablaba irlandés. El idioma de ésta poesía es llamado hoy en día irlandés moderno temprano.
Aunque algunos poetas del siglo XVII continuaron disfrutando de cierto grado de mecenazgo, muchos, cuando no la mayoría de ellos, eran escritores a tiempo parcial que también trabajaban la tierra, o como profesores, y en cualquier lugar en que pudieran obtener unos ingresos con los que mantenerse. Su poesía también cambió, apartándose del verso silábico de las escuelas y optando por metros acentuado, reflejando la poesía oral del periodo bárdico. Una buena parte de la poesía de esta época se refiere a temas políticos e históricos que refleja el sentido de los poetas sobre un mundo perdido. 
Los poetas aceptaron el nuevo orden, dominado por el inglés de varias maneras. Algunos de ellos continuaron buscando el patronazgo entre los irlandeses gaélicos y la aristocracia inglesa antigua. Algunos terratenientes ingleses que se instalaron en Irlanda después de la Colonización de Irlanda también apoyaron a poetas irlandeses, por ejemplo George Carew y Roger Boyle. Otros miembros de las familias bárdicas hereditarias enviaron a sus hijos a los nuevos colegios irlandeses que se habían establecido en la Europa católica para la educación de los católicos irlandeses, a quienes no se permitía fundar escuelas o universidades en su hogar. Mucha de la poesía irlandesa del siglo XVII fue por lo tanto compuesta por clérigos católicos y la sociedad irlandesa cayó progresivamente bajo la influencia de la Contrarreforma. 
A mediados del siglo, la subordinación de las clases superiores nativas irlandesas en Irlanda rebosó en la rebelión irlandesa de 1641. Muchos poetas en lengua irlandesa escribieron una poesía altamente politizada en apoyo de los católicos irlandeses organizados en la Irlanda confederada. Por ejemplo, el clérigo poeta Padraigin Haceid escribió, Eirigh mo Duiche le Dia (Alza mi país con Dios) en apoyo a la rebelión, que aconsejaba que 

Caithfidh fir Éireann uile

o haicme go haonduine...

gliec na timcheall no tuitim

("Todos los irlandeses desde una sola persona a todas las personas deben unirse o caer")
Otro de los poemas de Haceid Moscail do mhisneach a Banbha ("Reúne toda tu valentía, oh Irlanda") en 1647 animó el esfuerzo de guerra católico irlandés en las guerras confederadas irlandesas. Expresaba la opinión de que los católicos no debían tolerar el protestantismo en Irlanda,

Creideamh Chriost le creideamh Luiteir...

ladgadh gris i sneachta sud

(La religión de Cristo con la religión de Lutero es como cenizas en la nieve")
Después de la derrota de los católicos irlandeses en la conquista de Irlanda por Cromwell 1649-53, y la destrucción de las antiguas clases terratenientes irlandesas, muchos poetas escribieron enlutados por el orden caído o lamentando la destrucción y la represión de la conquista cromwelliana. El poema anónimo an Siogai Romanach decía, 

Ag so an cogadh do chriochnaigh Éire

s do chuir na milte ag iarri dearca...

Do rith plaig is gorta in aonacht

("Esta es la guerra que acabó con Irlanda e hizo que miles tuvieran que mendigar, la plaga y el hambre fueron juntos")
Eamonn an Duna escribió poemas en una extraña mezcla de irlandés e inglés. Después de este periodo, los poetas perdieron la mayor parte de sus patronos y protectores. 
Durante la Guerra Guillermita de Irlanda, los jacobitas irlandeses intentaron recobrar su posición apoyando a Jacobo II frente a Guillermo de Orange. Daibhi O Bruadair escribió muchos poemas alabando el esfuerzo de guerra jacobita y en particular a su héroe, Patrick Sarsfield. Los poetas veían la guerra como una venganza contra los colonos protestantes que habían llegado a dominar Irlanda, tal como evidencia el siguiente fragmento de un poema,

 "You Popish rogue", ni leomhaid a labhairt sinn

acht "Cromwellian dog" is focal faire againn

no " cia sud thall" go teann gan eagla

"Mise Tadhg" geadh teinn an t-agallamh

("Tú vagabundo papista" no se dice, pero "perro cromwelliano" es nuestra contraseña, "¿Quién va ahí?" no provoca temor, "Yo soy Tadhg" [un irlandés] es la respuesta que se da") De Diarmuid Mac Cairthaigh, Cead buidhe re Dia (Un centenar de victorias con Dios).
La derrota jacobita en la guerra, y en particular la ignominiosa huida de Jacobo II después de la batalla del Boyne, dio lugar al siguiente verso burlón,

Seamus an chaca, a chaill Éireann,

lena leathbhrog ghallda is a leathbhrog Ghaelach

("El mierda de Jacobo ha perdido Irlanda, con su par de zapatos, uno inglés y otro irlandés")
Los principales poetas de este periodo incluyen a Dáibhí Ó Bruadair (David O Bruadair) (1625?–1698), Piaras Feiritéar (1600?–1653) y Aogán Ó Rathaille (1675–1729). Ó Rathaille pertenece tanto al siglo XVII como al XVIII y su obra, incluida la introducción del género aisling, marca una especie de transición hacia una Irlanda posterior a la batalla del Boyne.

## ElsigloXVIII
El siglo XVIII quizá marque el punto en el que las dos tradiciones del lenguaje alcanzan igual importancia. En Swift, la tradición inglesa tiene su primer escritor genial. La poesía en irlandés refleja ahora el paso del orden gaélico antiguo y el patronazgo del que dependían los poetas para vivir. Es, pues, un periodo de transición.

### Canciones gaélicas: el final de un orden
Al tiempo que la antigua aristocracia nativa sufría una derrota militar y política y, en muchos casos, el exilio, el orden del mundo que había apoyado a los poetas bárdicos desapareció. En estas circunstancias, difícilmente puede sorprender que mucha poesía y canciones en irlandés de este periodo lamente estos cambios y la situación apremiante del poeta. El siguiente verso, tomado de Caoine Cill Chais (El lamento por Kilcash) sirve de ejemplo. La vieja casa de Cill Chais permanece vacía, sus bosques han desaparecido para servir las necesidades de la marina británica:

Cad a dhéanfaimid feasta gan adhmad,

tá deireadh na gcoillte ar lár;

níl trácht ar Chill Chais ná a teaghlach,

is ní bainfear a cling go bráth;

an áit úd ina gcónaíodh an deighbhean

a fuair gradam is meidhir tar mhná,

bhíodh iarlaí ag tarraing tar toinn ann,

is an tAifreann binn á rá.

(¿Qué haremos ahora sin madera?

Ha desaparecido el último bosque.

No hay más Kilcash y su gran casa

Y las campanas no volverán a sonar.

El lugar donde esperaba la gran dama

¿Quién por elegancia eclipsa a todas las mujeres?

Cuando los condes vienen por el mar a su encuentro

Y la Misa se proclamó dulcemente

No obstante, siendo profesionales prácticos, los poetas no dejaron de escribir poemas en alabanza de los nuevos señores ingleses con la esperanza de continuar encontrando un patronazgo cortesano. No fue una táctica que lograra siempre el éxito, y los poetas gaélicos tendieron a ser más bien poetas folclóricos hasta el renacimiento gaélico que comenzó a finales del siglo XIX. Sin embargo, muchos de los poemas y las canciones escritos durante este periodo de aparente decadencia pervivieron y aún se recitan y cantan hoy.

### Cúirt An Mheán Oíche
Cúirt An Mheán Oíche (La corte de medianoche) por Brian Merriman (1747–1805) es una rareza en la poesía irlandesa del siglo XVIII. Merriman fue un maestro de matemáticas que vivió y trabajó en los condados de Munster de Clare y Limerick. Cúirt An Mheán Oíche, de hecho su única obra poética, la escribió alrededor de 1780. El poema comienza usando las convenciones del Aisling, o poema visionario, en el que el poeta está afuera, caminando cuando tiene la visión de una mujer del otro mundo. Típicamente, esta mujer es Irlanda y el poema lamentará su suerte y pide a sus 'hijos' que se rebelen contra la tiranía extranjera.
En manos de Merriman, la convención toma un giro inesperado. La mujer arrastra al poeta a la corte de la reina de las hadas Aoibheal. Le sigue un litigio en el que una joven le pide a Aoibheal que emprenda acciones contra los jóvenes de Irlanda por su rechazo a casarse. La contesta un viejo que primero lamenta la infidelidad de su joven esposa y las vidas disolutas de las jóvenes en general. Entonces le pide a la reina que acabe con la institución del matrimonio por completo y que lo reemplace con un sistema de amor libre. La joven regresa y se burla de la incapacidad del viejo de satisfacer las necesidades de su joven esposa y para pedir que acabe el celibato entre los clérigos para poder ampliar el número de posibles pretendientes.
Finalmente, Aoibheal decide que todos los hombres deben emparejarse al llegar a los 21 años, que los viejos que no sean capaces de satisfacer a sus mujeres deben ser castigados, que debe aplaudirse el sexo, no condenarse, y que los sacerdotes pronto serán libres de casarse. Para su consternación, el poeta descubre que es el primero que sufrirá las consecuencias de esta nueva ley, pero entonces se despierta y descubre que ha sido solo una pesadilla. En su franco tratamiento de la sexualidad y del celibato clerical, Cúirt An Mheán Oíche es un documento único en la historia de la poesía irlandesa en cualquiera de sus dos idiomas.

### Swift y Goldsmith

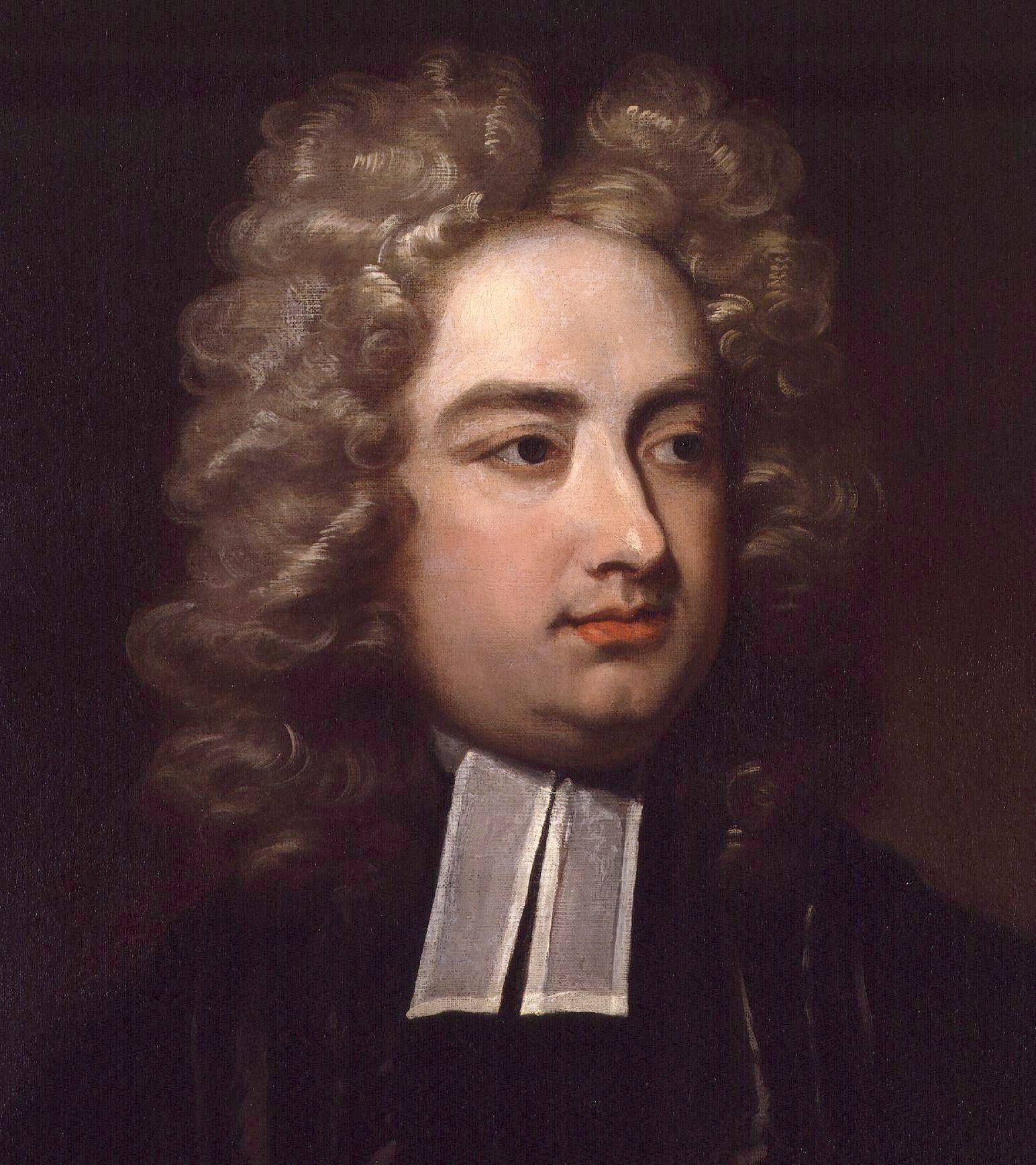
Jonathan Swift

En Jonathan Swift (1667–1745), la literatura irlandesa en inglés encontró su primer escritor auténticamente genial. Aunque se le conoce sobre todo por obras en prosa como Los viajes de Gulliver y Cuento de una barrica, Swift fue un poeta de considerable talento. Técnicamente cercano a sus contemporáneos ingleses Pope y Dryden, la poesía de Swift manifiesta el mismo tono de salvaje sátira y horror del cuerpo humano y sus funciones que caracteriza mucha de su prosa. De modo interesante, Swift también publicó traducciones de poemas del irlandés.

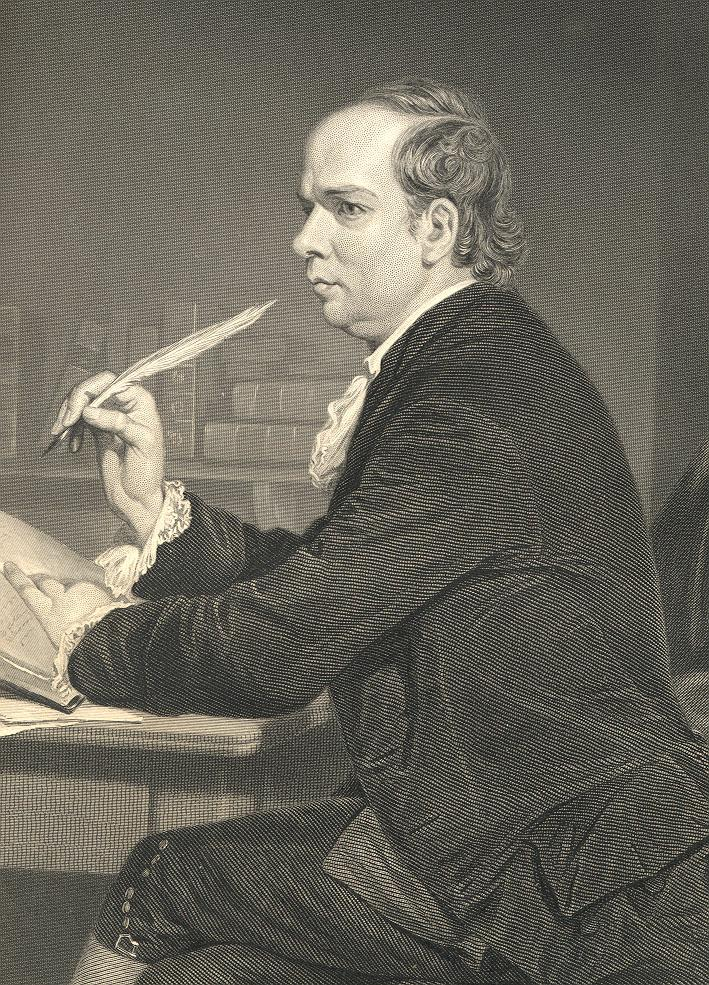
Oliver Goldsmith.

Oliver Goldsmith (1730?–1774) comenzó su carrera como un escritor mediocre y desdeñado en Londres, escribiendo sobre cualquier tema que le reportase suficiente dinero como para mantener alejados a los acreedores. Llegó a pertenecer al círculo de Samuel Johnson, Edmund Burke y Sir Joshua Reynolds. Su reputación depende sobre todo de una novela, El vicario de Wakefield, un drama, Ella se inclina para vencer, y dos largos poemas, El viajero y La aldea desierta. La última de estas puede haber sido el primer y mejor poema de un poeta irlandés en la tradición pastoral inglesa. Ha sido interpretada como un lamento por la muerte de la vida rural irlandesa bajo el dominio inglés y como una protesta de los efectos de la reforma agraria sobre el paisaje rural inglés.

## ElsigloXIX
Durante el curso del siglo XIX, los factores políticos y económicos dieron lugar al declive del idioma irlandés y el correspondiente auge del inglés como idioma principal de Irlanda. Este hecho se refleja en la poesía del periodo.

### Inglés característico de Irlanda
Paradójicamente, tan pronto como el inglés se convirtió en el idioma dominante de la poesía irlandesa, los poetas comenzaron a extraer de le herencia de idioma irlandés como una fuente de temas y técnicas. Probalmente el primer poeta irlandés significativo que escribió en inglés en una moda reconociblemente irlandesa fue Thomas Moore (1779–1852). La obra más perdurable de Moore, Melodías irlandesas, era extremadamente popular entre el público inglés y Londres celebró al poeta. Quizá los poemas estén algo sobrecargados de arpas, bardos y juglares de Erín para acomodarse a los gustos modernos, pero ellos abrieron la posibilidad de una distintiva tradición poética irlandesa en idioma inglés y sirvió como un ejemplo para los posteriores poetas irlandeses.
En 1842, Charles Gavan Duffy (1816–1903), Thomas Davis, (1814–1845), y John Blake Dillon (1816–1866) fundaron The Nation para hacer campaña en pro de la reforma del gobierno británico. El grupo de políticos y escritores asociados con The Nation llegaron a ser conocidos como los Young Irelanders. La revista publicaba poesía, incluyendo obras de Duffy y Davis, cuya A Nation Once Again (Una nación de nuevo) es aún popular entre los nacionalistas irlandeses. Sin embargo, el poeta más significativo asociado con The Nation fue sin duda James Clarence Mangan (1803–1849). Mangan fue un verdadero poeta maldito, quien se lanzó a asumir el papel de bardo, e incluso incluía traducciones de poemas bárdicos en sus publicaciones.
Otro poeta que apoyaba a los Young Irelanders, aunque no estaba directamente conectado con ellos, fue Samuel Ferguson (1810–1886). Ferguson escribió una vez: 'mi ambición (es) alzar los elementos natuvos de la historia irlandesa a un nivel digno.' Para conseguirlo, reelaboró en verso muchas sagas antiguas irlandesas. También escribió una conmovedora elegía a Thomas Davis.
William Allingham (1824–1889) fue una figura importante en el movimiento prerrafaelita. Sus Day and Night Songs (Canciones diurnas y nocturnas) fueron ilustradas por Dante Gabriel Rossetti y Millais.

### Canciones folclóricas y poemas
Durante el siglo XIX, la poesía en irlandés fue esencialmente un arte folclórico. Una de las pocas figuras conocidas de este periodo fue Antoine Ó Raifteiri (Anthony Raftery) (1784–1835), que es conocido como el último de los bardos vagabundos. Su Mise Raifteiri an file aún se aprende de memoria en muchos colegios irlandeses.
Además, este fue uno de los grandes periodos para la composición de canciones folclóricas en ambos idiomas, y la mayor parte del repertorio de los cantantes tradicionales se compone, básicamente, de canciones del siglo XIX.

### Elrenacimiento céltico
Probablemente el más significativo movimiento poético de la segunda mitad del siglo XIX fue el simbolismo francés. Este movimiento influyó inevitablemente en los escritores irlandeses, no siendo el menos importante Oscar Wilde (1845–1900). Aunque Wilde es conocido sobre todo por sus obras teatrales, ficción, y La balada de la cárcel de Reading, también escribió poesía en una vena simbolista y fue el primer escritor irlandés que experimentó con la prosa poética. Sin embargo, el abiertamente cosmopolita Wilde no tendría mucha influencia en el desarrollo futuro de la literatura irlandesa.
W. B. Yeats (1865–1939) influyó mucho más, a la larga. Yeats, también, fue influido por sus contemporáneos franceses, pero conscientemente se centró en un contenido que pudiera identificarse como irlandés. Como tal, es responsable del establecimiento del movimiento literario conocido como el renacimiento céltico. Obtuvo el Premio Nobel de Literatura en 1923.
Aparte de Yeats, gran parte del ímpetu del renacimiento celta vino de la obra de traducciones eruditos que estaban contribuyendo al descubrimiento de tanto las sagas antiguas y la poesía osiánica como la más reciente tradición de canción folclórica en irlandés. Uno de los más significativos fue Douglas Hyde (1860–1949), más tarde el primer Presidente de Irlanda, cuyas Canciones de amor de Connacht eran ampliamente admiradas.

## ElsigloXX

### Yeats y el modernismo
En los años 1910, Yeats conoció la obra de James Joyce, y trabajó con Ezra Pound, quien sirvió como su secretario personal durante algún tiempo. A través de Pound, Yeats también conoció la obra de una serie de prominentes poetas modernistas. Sin duda alguna, aprendió de estos contactos, y desde su libro de 1916 Responsibilities and Other Poems en adelante su obra, aunque no merece íntegramente la etiqueta de modernista, se hizo más dura de lo que había sido. 

### Los poetas de 1916
Otro grupo de principios del siglo XX que merecen destacarse son los que se relacionan con el Levantamiento de Pascua de 1916. Tres de los líderes republicanos, Padraig Pearse (1879–1916), Joseph Mary Plunkett (1879–1916) y Thomas MacDonagh (1878–1916), fueron poetas destacados. Aunque mucha de la poesía escrita por ellos proporciona, como era predecible, una perspectiva católica y nacionalista, eran escritores competentes y su obra es de considerable interés histórico. En particular, Pearse muestra la influencia de su contacto con la obra de Walt Whitman.

### Después de Yeats: Clarke, Higgins, Colum
Sin embargo, sería el primer estilo céltico de Yeats el que tendría mayor influencia. Entre los seguidores más destacados de ese primer Yeats estaban Padraic Colum (1881–1972), F. R. Higgins (1896–1941), y Austin Clarke (1896–1974). En los años 1950, Clarke, volviendo a la poesía después de una larga ausencia, adoptó un estilo mucho más personal y escribió muchas sátiras sobre la sociedad irlandesa y las prácticas religiosas.

### Modernismo irlandés
De hecho, el modernismo poético irlandés siguió no a Yeats sino a Joyce. Los años 1930 vieron la emergencia de una generación de escritores que se involucraron en la escritura experimental como camino a seguir. El más conocido de ellos es Samuel Beckett (1906–1989), quien obtuvo el Premio Nobel de Literatura en 1969. La poesía de Beckett, aun no siendo considerable, no es la parte más conocida de su obra. Entre los más significativos poetas de esta segunda generación modernista irlandesa que publicaron por primera vez en los años 1920 y 1930 incluyen Brian Coffey (1905–1995), Denis Devlin (1908–1959), Thomas MacGreevy (1893–1967), Blanaid Salkeld (1880–1959), y Mary Devenport O'Neill (1879–1967). Los dos últimos poemas largos de Coffey, Advent y Death of Hektor. son ampliamente considerados como las obras más importantes en el canon del modernismo poético irlandés. 

### Poesía en la Irlanda deDe Valera
Mientras Yeats y sus seguidores escribieron sobre una Irlanda gaélica esencialmente aristocrática, la realidad es que el verdadero Estado Libre Irlandés de los años 1930 y 1940 era una sociedad de pequeños granjeros y tenderos. Inevitablemente, una generación de poetas que se rebelaron contra el ejemplo de Yeats, pero que no tenían inclinación hacia el modernismo, emergieron en este entorno. Patrick Kavanagh (1904–1967), que provenía de una pequeña granja, escribió sobre la estrechez y las frustraciones de la vida rural. John Hewitt (1907–1987), a quienes muchos consideran el padre fundador de la poesía norirlandesa, también venía de un ambiente rural pero vivió en Belfast y estuvo entre los primeros poetas irlandesas que escribió de la sensación de alienación que muchos de su época sintieron tanto en sus hogares rurales originarios como en los nuevos hogares urbanos. Louis MacNeice (1907–1963), otro poeta norirlandés, se relacionó con la política de izquierdas de la antología de Michael Roberts titulada New Signatures pero era un poeta mucho menos político que W. H. Auden o Stephen Spender, por ejemplo. La poesía de MacNeice estaba informada por sus intereses y entornos inmediatos y es más social que política. En el sur, la República de Irlanda, una generación posmodernista de poetas y escritores emergió a finales de los años 1950 en adelante. Destacados entre estos escritores estuvieron los poetas Antony Cronin, Pearse Hutchinson, John Jordan, Thomas Kinsella y John Montague, la mayor parte de los cuales tenían su base en Dublín en las décadas de 1960 y 1970. En Dublín un número de nuevas revistas literarias se fundaron en los años 1960: Poetry Ireland, Arena, The Lace Curtain, y en los años 1970: Cyphers.

### Poesía en irlandés
Con la fundación del Estado Libre Irlandés fue política oficial del gobierno promover y proteger el idioma irlandés. Aunque no resultó particularmente exitosa, esta política ayudó al renacimiento de literatura en idioma irlandés. Específicamente, el establecimiento en 1926 de An Gúm («El Proyecto»), una editorial patrocinada por el gobierno, creó una vía de escape para trabajos originales en irlandés y para traducciones a ese idioma.
Desde entonces, han destacado una serie de poetas en idioma irlandés. Entre ellos están Máirtín Ó Direáin (1910–1988), Seán Ó Ríordáin (1916–1977), Máire Mhac an tSaoi (nacida en 1922), Gabriel Rosenstock (nacido en 1949), y Nuala Ní Dhomhnaill (nacida en 1952). Aunque todos estos poetas están influidos por la tradición poética irlandesa, también han mostrado la capacidad de asimilar influencias de poesías en otros idiomas.

### La Escuela del Norte
Los poetas irlandeses del Norte ya han sido mencionados en relación con John Hewitt. Por supuesto, hubo también otros de alguna importancia, incluyendo a Robert Greacen (1920-  ), quien junto a Valentin Iremonger editó una importante antología, Contemporary Irish Poetry (Poesía irlandesa contemporánea) en 1949. Greacen nació en Derry, vivió en Belfast en su juventud y después en Londres durante las décadas de los años 1950, 1960 y 1970. Obtuvo el Premio Irish Times de Poesía en 1995 por sus Collected Poems, después de regresar a vivir a Dublín cuando fue elegido miembro de Aosdana. Otros poetas de renombre de este tiempo incluye a Roy McFadden (1921-1999), amigo durante muchos años de Greacen. Otro poeta norteño que puede destacarse es Padraic Fiacc (1924- ), nacido en Belfast, pero que en su juventud vivió en América.
En la década de 1960, y coincidiendo con el alzamiento de the Troubles en la provincia, una serie de poetas del Úlster empezaron a recibir la atención del público y de la crítica. Entre ellos destacan Michael Longley (nacido en 1939), Derek Mahon (nacido en 1941), Seamus Heaney (nacido en 1939), y Paul Muldoon (nacido en 1951). 
Heaney es probablemente el más conocido de estos poetas. Obtuvo el Premio Nobel de Literatura en 1995, y ha trabajado como profesor de retórica y oratoria Boylston y poeta Emerson permanente en Harvard, y como Profesor de Poesía en Oxford. 
Derek Mahon nació en Belfast y trabajó como periodista, editor y guionista al tiempo que publicaba sus primeros libros. La escasez de su producción no puede oscurecer la alta calidad de su trabajo, que está influida por escritores modernistas como Samuel Beckett.  
Muldoon ha sido profesor Howard G. B. Clark '21 de Humanidades en la Universidad de Princeton. En 1999 fue elegido también Profesor de Poesía en la Universidad de Oxford.
Algunos críticos encuentran que estos poetas comparten ciertos rasgos formales (incluyendo un interés en las formas poéticas tradicionales) así como una buena voluntad de involucrarse en la difícil situación política de Irlanda del Norte. Otros (como el poeta dublinés Thomas Kinsella) han considerado toda la idea de una Escuela del Norte más una publicidad exagerada que realidad.

### Experimentación
A finales de los años 1960, dos jóvenes poetas irlandeses, Michael Smith (nacido en 1942) y Trevor Joyce (nacido en 1947) fundaron la editorial New Writers Press y un periódico titulado The Lace Curtain. En parte era para publicar su propio trabajo y de amigos que pensaran como ellos, y en parte para promover la obra de modernistas irlandeses descuidados como Coffey y Devlin. Joyce y Smith han publicado considerables corpus poéticos por derecho propio.
Entre otros poetas publicados por la New Writers Press están Geoffrey Squires (nacido en 1942), cuyo primer trabajo recibió la influencia de Charles Olson, y Augustus Young (nacido en 1943), quien admiró a Pound y que ha traducido poesía irlandesa antigua, así como obra latinoamericana y poemas de Bertolt Brecht.
Entre los poetas más jóvenes que escriben lo que podría llamarse poesía experimental se encuentran Maurice Scully (nacido en 1952), y Randolph Healy (nacido en 1956).

### Outsiders
Además de estos dos grupos aproximados, hay toda una serie de prominentes poetas irlandeses de la segunda mitad del siglo XX que pueden ser descritos como outsiders, intrusos, poetas individualistas que van por libre. Entre ellos están Thomas Kinsella (n. 1928), cuya primera obra estaba influida por Auden. La obra posterior de Kinsella exhibe la influencia de Pound en su estructura métrica más relajada y el uso de imaginería pero es hondamente personal tanto en la forma como en el tema. Es Profesor de Inglés en la Universidad de Temple, Filadelfia. Kinsella también edita la poesía de Austin Clarke, quien, en su obra posterior al menos, podría estar entre los outsiders de la poesía irlandesa.
Michael Hartnett (1941–1999) es un caso inusual entre los poetas irlandeses en el hecho de que dominaba igualmente el inglés y el irlandés. Además de obra original en ambos idiomas, incluyendo haikus en inglés, publicó traducciones en inglés de poesía bárdica y del Tao Te Ching.
John Jordan (1930-1988) fue un poeta, escritos de cuentos, crítico literario y académico. Fue el primer Editor de la renacida revista Poetry Ireland en los años 1960 y el editor fundador de Poetry Ireland Review a principios de los 80. Como editor de Poetry Ireland en los 60, publicó al joven Seamus Heaney y el primer trabajo publicado por Paul Durcan y Michael Hartnett. Fue un Lecturer de inglés en la University College Dublin y un Profesor de inglés en la Universidad Memorial de Newfoundland en St. John's. Fue un crítico destacado que escribió con regularidad en la revista Hibernia y en periódicos académicos como University Review, Irish University Review, y Studies. Murió en Cardiff, Gales, en 1988. Sus Obras Completas han sido editadas por su ejecutor literario, Hugh McFadden, también poeta. Los Collected Poems (Poemas completos) se publicaron póstumamente por Dedalus Press en 1991; las Collected Stories (Cuentos completos) por Poolbeg Press, en 1991; y una selección de prosa, Crystal Clear, fue publicada por Lilliput Press, Dublín, en 2006.  
Eoghan Ó Tuairisc (Eugene Watters) (1919–1982) fue otro poeta bilingüe. Su The Weekend of Dermot and Grace (1964) es uno de los más interesantes poemas largos en irlandés de la segunda mitad del siglo XX y uno de los pocos ejemplos de aplicación de las lecciones de La tierra baldía de T. S. Eliot en ninguna obra de un poeta irlandés.
Patrick Galvin (nacido en 1927) trabajó principalmente dentro de la tradición de baladas y su poesía muestra su ideología de izquierdas. Ha escrito igualmente varios volúmenes de memorias, uno de los cuales, Song for a Raggy Boy, ha sido adaptado al cine.
Cathal Ó Searcaigh (nacido en 1956) escribe exclusivamente en irlandés. Muchos de sus poemas son francamente homoeróticos en su tema. Ha escrito también obras de teatro, como Oíche Ghealaí («Noche de luna»), cuyo contenido homosexual suscitó controversia cuando se estrenó en Letterkenny en 2001.

### Poetisas
La segunda mitad del siglo vio igualmente la emergencia de una serie de poetisas destacadas. Dos de las más exitosas de ellas son Eavan Boland (nacida en 1944) y Eiléan Ní Chuilleanáin (nacida en 1942). Boland ha escrito ampliamente sobre temas específicamente feministas y sobre las dificultades de las poetisas en un mundo literario dominado por los hombres. Es profesora de inglés en la Universidad de Stanford. La poesía de Ní Chuilleanáin refleja su interés en la espiritualidad celta. Tiene el rango de Fellow (profesora) del Trinity College de Dublín.

## Poesía irlandesa actual
Como puede verse, ha habido una tendencia en los poetas irlandeses en convertirse en académicos o profesores de poesía. En los últimos años, gracias en parte a las actividades del Arts Council y de Poetry Ireland, esta tendencia se ha ampliado para incluir toda una red de talleres de escritores extendidos por todo el país a los que se proporciona fondos para emplear a escritores. Estas instituciones también apoyan y patrocinan lecturas poéticas. Además, la mayor parte de las autoridades locales y muchas escuelas, prisiones, universidades, y otras instituciones proporcionan empleos a writers-in-residence, es decir, escritores contratados para vivir y trabajar en un lugar en particular a menudo por un tiempo predeterminado.
Estas oportunidades de empleo tienden a llevar a una profesionalización de la poesía en irlanda y esto está probablemente demostrado por el establecimiento en los últimos años de cursos de M.A. en escritura creativa en la Universidad Nacional de Irlanda, Galway, y el Trinity College de Dublín. Las posibles implicaciones de estos desarrollos para el futuro de la poesía en Irlanda están por verse.
Entre los poetas irlandeses más significativos que han emergido en los años recientes están Pat Boran, Patrick Chapman, Vona Groarke, John Hughes, Justin Quinn, Hugh McFadden, Paula Meehan, Sinead Morrissey, Conor O'Callaghan y Caitriona O'Reilly.

Pat Boran es el director de la editora de poesía en Dublín, Dedalus Press.

Hugh McFadden (1942- ) es el albacea literario del escritor John Jordan.

## Poesía irlandesa en español
Conforme al ISBN Archivado el 11 de febrero de 2008 en Wayback Machine., estas son algunas de las obras sobre poesía irlandesa que pueden encontrarse traducidas en Españay en Argentina:
- La Poesía irlandesa, Plaza & Janés Editores, S.A., 1977. ISBN 84-01-81030-2
- Fraga Terente, I., Una belleza terrible : la poesía irlandesa contemporánea (1940-1995), PPU, S.A., 1996. ISBN 84-477-0596-X
- Poesía irlandesa contemporánea (selección, traducción prólogo y notas de Jorge Fondebrider y Gerardo Gambolini), Buenos Aires, Libros de Tierra Firme., 1999.
- Sheerin Nolan, P.H., Poesía contemporánea en Irlanda a través de Patrick Kavanagh, John Montague y Seamus Heaney, Universidad de Valladolid. Secretariado de Publicaciones e Intercambio Editorial, 1999. ISBN 84-7762-746-0
- Toro Santos, A.R. de, Poesía irlandesa contemporánea, Espiral Maior, 2000. ISBN 84-89814-86-4
- Vázquez Marruecos, J. L. y Monreal Mármol, P., Antología de poesía Irlandesa contemporánea, Impredisur, S.L., 2004. ISBN 84-7933-257-3
- Boland, E., En un tiempo de violencia, Ediciones Hiperión, S.L., 1997. ISBN 84-7517-489-2
- Dorgan, T., La hija de Safo, Ediciones Hiperión, S.L., 2001. ISBN 84-7517-697-6
- Sirr, Peter Peter Street y otros poemas (traducción de Jorge Fondebrider y Gerardo Gambolini), Buenos Aires, Bajo la luna, 2008
- Wilde, O., La balada de la cárcel de Reading, Ediciones Hiperión, S.L., 1992. ISBN 84-7517-519-8

## Enlaces
- Ginebra Magnolia Nº 6: Hibernia (o de la mitología celta, el imaginario popular y la poesía irlandesa contemporánea) artículo en letralia.com (en español)
- La epopeya de la poesía irlandesa artículo en jornada.unam (en español)

- Datos: Q580340